# 2 International Finance Centre

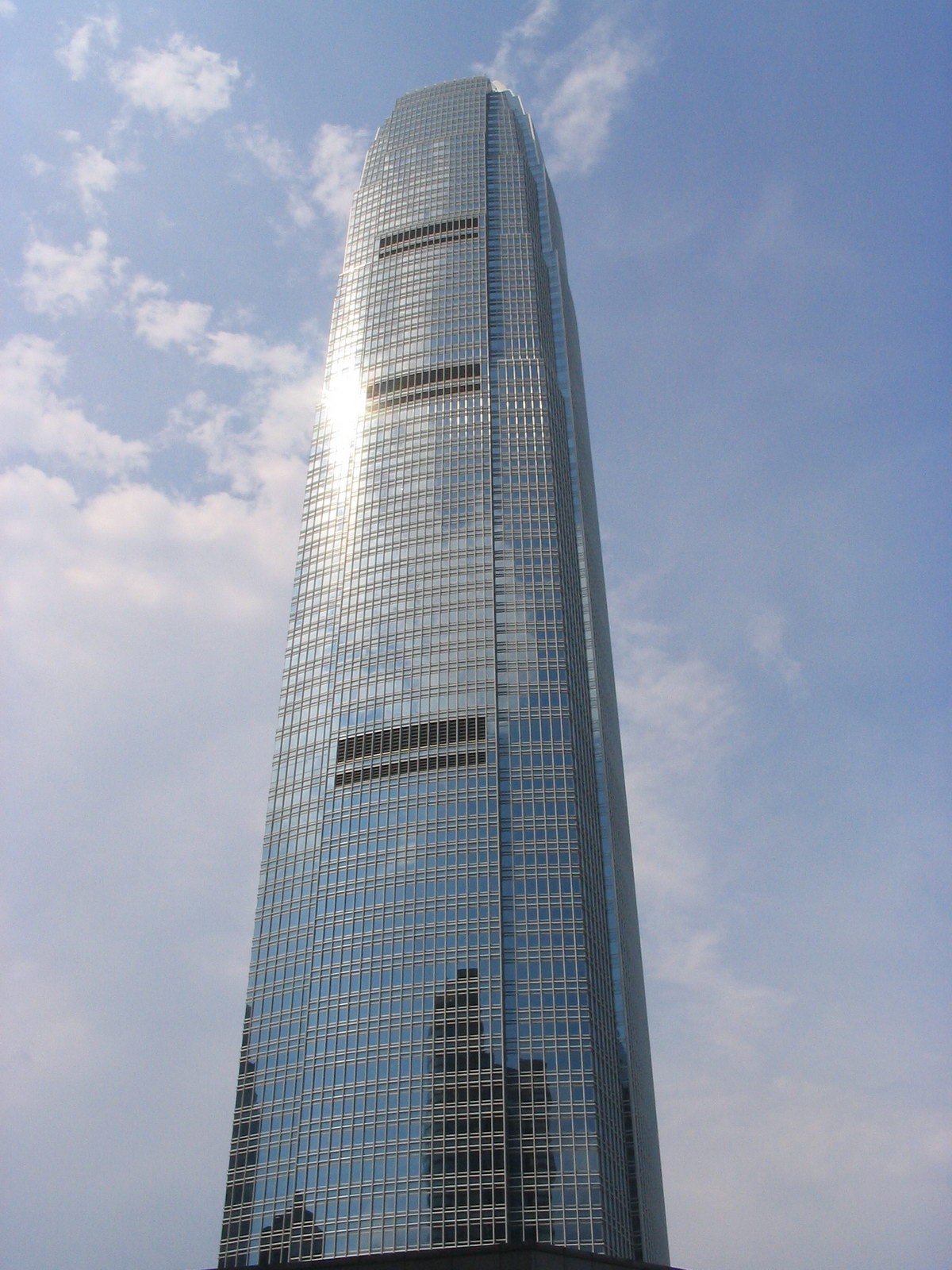
Two International Finance Center

El 2 International Finance Centre (Centre de Finances Internacional) és un gratacel que està situat a la ciutat de Hong Kong, a la Xina.

## Història
La construcció es va iniciar l'any 2000 i finalitzà el 2003. Hi van treballar més de 3500 operaris de diferents llocs del món.
Per accelerar la construcció, es van adoptar diverses tecnologies innovadores. La base de la torre es va construir amb un embolcall de 61 metres de diàmetre, la qual cosa va permetre una superposició del programa amb la construcció del soterrani de cinc nivells circumdant. El disseny també va permetre ajustar els estabilitzadors de manera retroactiva, cosa que va permetre que el nucli autoformat progressés amb la mínima interrupció en els nivells de fortificació. Aquest disseny va permetre escurçar de quatre a cinc mesos el calendari general de construcció.
Durant la construcció de soterranis es va arribar a moure un milió de metres cúbics de materials i els residus es van enviar per convertir-los en materials utilitzables en la construcció de Hong Kong Disneyland.
La mega torre va ser dissenyada per resistir forts tifons, una consideració important per als edificis alts a Hong Kong.
Està integrat al passeig marítim del districte central de Hong Kong, dissenyat per complementar la bellesa natural del seu entorn. Es troba a la cruïlla més estreta del port de Victoria, amb Victoria Peak al fons. És un dels 18 edificis que participen en el Pla d'il·luminació de Victoria Harbour de la Comissió de Turisme de Hong Kong.

## Equip tècnic i característiques

### Equip tècnic
Disseny arquitectònic: Cesar Pelli & Associates Architects
Disseny d'enginyeria: Arup
Constructor: Alimak Hek Group AB

### Curiositats[2]
- Com que es construïa quan es va produir la tragèdia del World Trade Center, la seguretat de l'edifici es va revisar i es considera com un dels edificis més segurs del món.
- Els experts diuen que l'evacuació de l'edifici es podria aconseguir en menys de 30 minuts.
- La torre està revestida de vidre reflectant i de finestres verticals, que tracen línies agudes des de la base fins a la part superior de l'edifici. El disseny obert de la corona esculpida de la torre integra l'edifici amb el seu fons natural, deixant passar la llumper darrere.
- El pis 88 de la torre conté l'oficina del president de l'Autoritat Monetària de Hong Kong.
- Durant els mesos d'octubre i novembre de 2003, Financial Times, HSBC i Cathay Pacific van utilitzar la façana de l'edifici com a suport publicitari amb una longitud de 230m i 50 pisos d'alçada, fet que el va convertir en l'anunci més gran del món publicat mai sobre un gratacels.
- Una zona d'exposició i una biblioteca del Centre d'Informació de l'Autoritat Monetària de Hong Kong ocupen la planta 55 i estan obertes al públic.
- Aquest edifici va aparèixer a la pel·lícula Tomb Raider amb Angelina Jolie com a Lara Croft.